# John Peters Humphrey
John Peters Humphrey (30. dubna 1905 Hampton, Nový Brunšvik – 14. března 1995 Montréal) byl kanadský právní vědec, právník a obhájce lidských práv, který se stal hlavním autorem prvního návrhu Všeobecné deklarace lidských práv.

## Dětství, vzdělání a akademická kariéra
Humphrey se narodil Franku Humphreymu a Nellie Peterové 30. dubna 1905 v Hamptonu v Novém Brunšviku. V dětství ztratil oba rodiče, kteří zemřeli na rakovinu. Také přišel o jednu ruku kvůli nehodě při hře s ohněm. Navštěvoval internátní školu, kde snášel šikanu od ostatních studentů, což mělo dle jeho slov vliv na budování jeho charakteru a soucitu.
Již v patnácti letech byl přijat na univerzitu v Mount Allison, kam podal přihlášku během středoškolského studia na Rothesay Collegiate School. Následně přestoupil na McGillovu univerzitu, na níž v roce 1925 absolvoval Desautelsovu fakultu managementu s bakalářským titulem Bachelor of Commerce na School of Commerce. V letech 1927 a 1929 získal tituly bakaláře umění a bakaláře práv na McGillově univerzitě. Po promoci obdržel studijní stipendium v Paříži, kam z Montréalu odjel na RMS Aurania . Na palubě potkal spolucestující Jeanne Godreauovou a v Paříži se s ní oženil.
Humphrey se po stipendijním pobytu vrátil do Montréalu, aby pět let vykonával právnickou praxi, než přijal učitelské místo jako profesor na McGillově univerzitě; zapsal se také do magisterského programu (Master of Law) se specializací na mezinárodní právo. Na počátku čtyřicátých let, kdy již přednášel na univerzitě, se setkal s Henrym Laugierem, francouzským uprchlíkem, který pracoval ve prospěch Svobodných Francouzů. V roce 1943 se Laugier přestěhoval do Alžírska, aby vyučoval na Alžírské univerzitě a později se stal náměstkem generálního tajemníka Organizace spojených národů.
Na McGillově univerzitě založil John Peters Humphrey McGill Debating Union, studentskou debatní společnost.

## Všeobecná deklarace lidských práv
V roce 1946 jej jmenoval náměstek generálního tajemníka OSN Henry Laugier prvním ředitelem divize OSN pro lidská práva v rámci sekretariátu Organizace spojených národů. Stal se tak hlavním autorem Všeobecné deklarace lidských práv. Po konzultaci s výkonnou skupinou Komise, které předsedala bývalá první dáma Spojených států Eleanor Rooseveltová, připravil první předběžný návrh všeobecné deklarace. V noci 10. prosince 1948 Valné shromáždění jednomyslně přijalo Deklaraci, jíž manželka Rooseveltová nazvala „mezinárodní Magnou Charta celého lidstva“.

## Kariéra v Organizaci spojených národů
Humphrey působil v OSN dvacet let. Během tohoto období dohlížel na implementaci 67 mezinárodních úmluv a ústav desítek zemí. Pracoval v řadě oblastí včetně svobody tisku, postavení žen a rasové diskriminace. V roce 1988, ke 40. výročí Deklarace, obdržel cenu OSN za lidská práva.
V roce 1963 navrhl zřídit úřad vysokého komisaře OSN pro lidská práva. I když byla myšlenka zpočátku kladně přijata, úřad vznikl až po více než třiceti letech za éry generálního tajemníka Butrus Butrus-Ghálího.